# アンリ・ナビエ
クロード・ルイ・マリー・アンリ・ナヴィエ（Claude Louis Marie Henri Navier、1785年2月10日 - 1836年8月21日）は、フランスの数学者、物理学者。流体力学における基礎方程式、ナビエ-ストークス方程式に名前を残している。
ナヴィエは国立土木学校(École des Ponts et Chaussées)の機械工学の教授を務め、後にエコール・ポリテクニークの教授を務めた。1826年に材料力学の教科書を出版している。ガリレオ・ガリレイの梁の強度に関する論文の間違いを訂正している。
1822年に、粘性流体の運動方程式に関する論文をフランス科学アカデミーに提出した。1845年にジョージ・ガブリエル・ストークスが一般式を導いたのでナビエ-ストークスの式と呼ばれる。